# Callan Mulvey
Callan Mulvey (23 februari 1975, Auckland) is een Australisch acteur bekend van zijn rollen als Mark Moran Underbelly, Sergeant Brendan 'Josh' Joshua in Rush, Bogdan 'Draz' Drazic in Heartbreak High, Scyllias in 300: Rise of an Empire, Jack Rollins in Captain America: The Winter Soldier en Avengers: Endgame en Anatoli Knyazev in Batman v Superman: Dawn of Justice.

## Biografie
Mulvey was geboren in Auckland en verhuisde op 7-jarige leeftijd naar Australië waar hij opgroeide in de buurt van de stranden van Sydney.
In 2003 had Mulvey een ernstig auto-ongeluk waardoor hij permanent blind is in zijn linker-oog.

## Filmografie

### Films
| Jaar | Titel                               | Rol                              | Opmerkingen         |
| ---- | ----------------------------------- | -------------------------------- | ------------------- |
| 2004 | Thunderstruck                       | Sam                              |                     |
| 2008 | Glass                               | John                             | Korte film          |
| 2011 | The Hunter                          | Rival Hunter                     |                     |
| 2012 | Zero Dark Thirty                    | Saber - DEVGRU                   |                     |
| 2013 | The Turning                         | David Wilson                     | Fragment: "Aquifer" |
| 2014 | 300: Rise of an Empire              | Scyllias                         |                     |
| 2014 | Captain America: The Winter Soldier | Jack Rollins                     |                     |
| 2014 | Miss Meadows                        | Skylar                           |                     |
| 2014 | Kill Me Three Times                 | Jack Taylor                      |                     |
| 2016 | Batman v Superman: Dawn of Justice  | Anatoli Knyazev                  |                     |
| 2016 | Warcraft                            | Warrior                          |                     |
| 2017 | Beyond Skyline                      | Harper                           |                     |
| 2017 | Bleeding Steel                      | Andre                            |                     |
| 2018 | Delirium                            | Alex                             |                     |
| 2018 | Outlaw King                         | John III Comyn, Lord of Badenoch |                     |
| 2018 | In Like Flynn                       | Johnson                          |                     |
| 2018 | Desolate                            | Van                              |                     |
| 2019 | Avengers: Endgame                   | Jack Rollins                     |                     |
| 2020 | Children of the Corn                | Robert Williams                  |                     |
| 2020 | High Ground                         | Eddy                             |                     |
| TBA  | Breach                              | Teek                             | Post-productie      |
| TBA  | Till Death                          |                                  | Post-productie      |

### Televisie
| Jaar      | Titel                        | Rol                       | Opmerkingen     |
| --------- | ---------------------------- | ------------------------- | --------------- |
| 1997-1999 | Heartbreak High              | Bogdan Drazic             | 74 afleveringen |
| 1999      | All Saints                   | Stewie Holder             | 1 aflevering    |
| 2000      | Pizza                        | Dave/Middle-class Homeboy | 2 aflevering    |
| 2001      | The Finder                   | Sam Natoli                | Tv-film         |
| 2001      | Head Start                   | Rodney 'Rod' Hunter       | 5 afleveringen  |
| 2001      | BeastMaster                  | Rikko                     | 1 aflevering    |
| 2001      | Code Red                     | Cage Sorrentino           | Tv-film         |
| 2006-2008 | Home and Away                | Johnny Cooper             | 33 afleveringen |
| 2007      | Sea Patrol                   | Horst Wenders             | 1 aflevering    |
| 2007      | McLeod's Daughters           | Mitch Wahlberg            | 3 afleveringen  |
| 2008      | Underbelly                   | Mark Moran                | 5 afleveringen  |
| 2008-2011 | Rush                         | Brendan 'Josh' Joshua     | 70 afleveringen |
| 2011      | SLiDE                        | Bailey                    | 1 aflevering    |
| 2012      | Bikie Wars: Brothers in Arms | Anthony 'Snoddy' Spencer  | 6 afleveringen  |
| 2016      | Power                        | Dean/Milan                | 10 afleveringen |
| 2020      | The Luminaries               | George Shepard            | 6 afleveringen  |
| 2020      | Mystery Road                 | Simon                     | 6 afleveringen  |